# رزبار (گروه موسیقی)
گروه رزبار در سال ۱۹۹۷ میلادی در شهر بُن آلمان تشکیل شد. غالب اعضای این گروه از پیروان اهل حق و از مهاجرین هشتگرد می‌باشند. گروه رزبار کنسرت‌های متعددی در فرانسه، آلمان، و برخی دیگر از کشورهای اروپایی و همچنین آمریکا برگزار کرده‌اند. هدف از تشکیل این گروه، حفظ و بزرگداشت موسیقی عرفانی دین یاری است. اهل حق (دین یاری) یک سنت کهن دینی است که از قرن هفتم هجری توسط سلطان سهاک در قالب جدیدی ظهور یافت.

## دربارهٔ نام گروه
گروه رزبار نام خود را از یکی از بزرگان اهل حق به نام خاتون رزبار به عاریت گرفته است. خاتون رزبار مادر سلطان سهاک و از یاران مقرب او می‌باشد. علت انتخاب نام رزبار این است که گروه رزبار اولین گروه اهل حق  (یارسان )است که مردان و زنان در کنار هم در جمع و مراسم آئینی آن شرکت می‌کنند. در سنت یارسان شرکت در مراسم آئینی و جمع مختص مردان بوده است. شرکت همزمان زنان و مردان در این گروه حاکی از احترام خاص آنها به مقام زن و «تساوی زن و مرد» در امور زندگی مادی و معنوی است.

## موسیقی عرفانی و کلام
در  مسلک اهل حق (دین یاری)، عبادت توأم با موسیقی، از جایگاه ویژه‌ای برخوردار است. اشعار عارفانه و پندآموز که عمدتاً بیان‌کننده مفاهیم اخلاقی و معنوی می‌باشند در میان مردم یارسان به «کلام» معروفند. این کلام‌ها حاصل سرایش بزرگان و مشاهیر اهل حق می‌باشند. مراسم ذکر (عبادت) به طور معمول، با نغمات موسیقی آغاز می‌شود و «کلام‌خوان» (خوانندۀ اشعار کلام) چند بیتی از این اشعار را می‌خواند. بعد از آن موسیقی حالت ضربی به خود می‌گیرد و کلام خوان بیتی از این اشعار را که به «سربند کلام» معروف است تکرار می‌کند و سایر اعضای شرکت کننده در «مراسم جمع»، با تکرار «سربند کلام»، کلام‌خوان را همراهی می‌کنند. گاهی در این میان شرکت کنندگان دستخوش هیجانات عارفانه‌ای می‌شوند که آنها را از حالت آگاهی صرف از خویشتن خویش به حالت شور و شیدایی و مستی، و آگاهی به حضور خالق می‌کشاند.

## رپرتوار موسیقی اهل حق
موسیقی یارسان دارای رپرتواری غنی است که ریشه در این سنت دارد. این موسیقی طی قرن‌ها، به طور سینه به سینه منتقل شده و از وسعت و تنوع بسیاری برخوردار است. چارچوب این موسیقی از قبل تعیین نمی‌شود، حتی تعداد نوازندگان، خوانندگان و اعضای گروه بنا بر نوع موسیقی متفاوت است.

## اعضای گروه رزبار
اگر چه اعضای گروه رزبار را افراد باتجربه تشکیل می‌دهند، با این وجود نمی‌توان آنها را صرفاً موسیقی‌دان سنتی دانست. اعضای گروه زندگی خود را صرف موسیقی عرفانی بلند مرتبه‌ای کرده‌اند که سرودها، آهنگ‌ها و رقص‌های آن حاکی از عشقی عمیق می‌باشد.
اعضای گروه رزبار مشاغل متعددی دارند و پرداختن به موسیقی، حرفه اعضای گروه محسوب نمی‌شود. آنها با موسیقی عرفانی و در بطن آن رشد کرده‌اند و موسیقی برای آنها ابزاری برای عبادت و توجه به مبدأ است. گروه رزبار در اجرای برنامه‌های خود معمولاً از سازهای تنبور، نی، دف و کمانچه استفاده می‌کنند.
سازمان‌های یونسکو و یونیسف، از گروه رزبار پشتیبانی می‌کنند.

## رقص کردی
هدف اصلی از اجرای رقص کردی در میان یارسان، ابراز هیجان و شوق ناشی از ذکر و عبادت است.
یکی از معروف‌ترین رقص‌های کردی چوپی نام دارد. خاتون رزبار از یاران مقرب و مادر سلطان در یکی از مراسم عبادی یارسان هنگام ذکر، چنان سرشار از عشق الهی می‌شود که شروع به رقصیدن می‌کند. این رقص از آن دوران به بعد به چوپی رزبار معروف شده است.
رقص چوپی از تنوع بسیاری برخوردار است. برخی از انواع آن عبارتند از: هل‌پرکه، پاپشت‌پا، پاورپا. زنان در اجرای رقص کردی، جامه‌های رنگین می‌پوشند. برخی از رقص‌های اهل حق( یارسان) نیز مختص مراسم خاصی مانند عروسی است.

## سی‌دی‌ها
- عطار (۲۰۰۸)
- دوست (۲۰۰۸)
- لیلی (۲۰۰۲)
- بزم حقانی(۲۰۰۰)[۱۳][۱۴]

## برخی از کنسرت‌ها
- وین، اتریش، سپتامبر ۲۰۱۰
- سوئیس، ژوئن ۲۰۰۹
- آلمان، ژوئن ۲۰۰۹
- مراکش، ژوئن ۲۰۰۹
- فرانسه، می ۲۰۰۹
- باکو، مارس ۲۰۰۹
- فرانسه، اوت ۲۰۰۸
- آلمان، می ۲۰۰۸
- پاریس، فرانسه، مارس ۲۰۰۸
- مونیخ، آلمان ژانویه ۲۰۰۸
- بن، آلمان، اوت ۲۰۰۷
- نیویورک، دسامبر ۲۰۰۶
- بن، آلمان، سپتامبر ۲۰۰۶
- ژنو، سوئیس، سپتامبر ۲۰۰۵
- تورینو، ایتالیا، سپتامبر ۲۰۰۵
- سیلوان، فرانسه، اگوست ۲۰۰۵
- نیس، فرانسه، اوت ۲۰۰۵
- آنترپن، بلژیک، ژوئیه ۲۰۰۵[۱۵]